# Raphaël Poirée
Raphaël Poirée (* 9. August 1974 in Rives, Département Isère, Frankreich) ist ein ehemaliger französischer Biathlet.

## Biathlonkarriere

### Aufstieg
Raphaël Poirées internationale Biathlon-Karriere begann 1994 mit dem Gewinn von zwei Junioren-Weltmeistertiteln. Im Biathlon-Weltcup trat er erstmals in der Saison 1995/96 nennenswert in Erscheinung, als er am Saisonende Platz 17 im Gesamtweltcup belegte. Sein erster Weltcupsieg gelang Poirée in der Saison 1997/98 am 8. Januar 1998 beim Sprint in Ruhpolding, mit dem fünften Platz im Gesamtweltcup erreichte Poirée auch seine erste Top-10-Platzierung. Im März 1998 gewann er auch seine erste Medaille bei Weltmeisterschaften, beim Verfolgungsrennen im slowenischen Pokljuka holte er Bronze. In der darauffolgenden Saison belegte er wie in der Vorsaison Platz fünf im Gesamtweltcup.

### Erfolgreiche Jahre
Mit Beginn der Saison 1999/00 begannen die Jahre, in denen sich Poirée zu einem der dominierenden Athleten des Biathlonsports entwickelte. Drei Mal in Folge gewann er den Gesamtweltcup und wurde so zu einem Dauerkonkurrenten des Norwegers Ole Einar Bjørndalen. Auch bei den Weltmeisterschaften war Poirée mehrfach erfolgreich: In den Jahren 2000 bis 2002 gewann er drei Mal hintereinander den Weltmeistertitel im Massenstart, was ihm auch den häufig zitierten Titel „Meister des Massenstarts“ einbrachte. Daneben holte er 2001 auch mit der französischen Staffel die Goldmedaille.

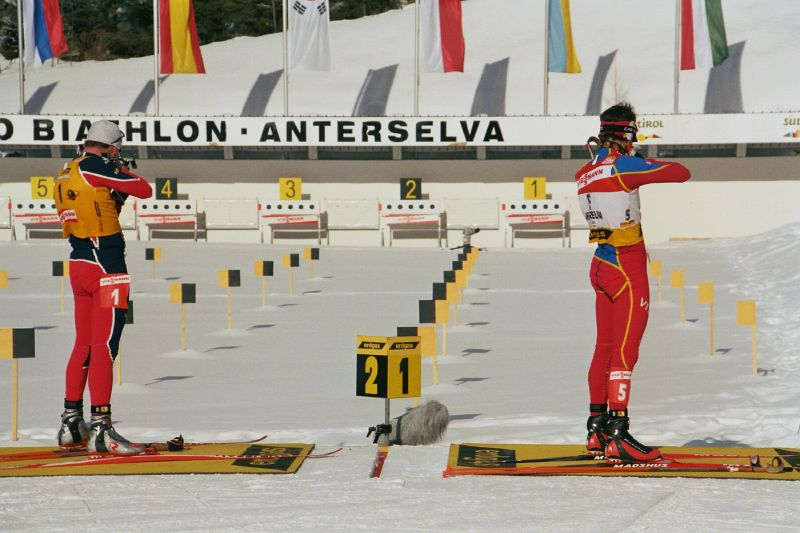
Zwei langjährige Konkurrenten gemeinsam am Schießstand: Raphaël Poirée und Ole Einar Bjørndalen beim Weltcup in Antholz 2006

Weniger erfolgreich verlief für Poirée die Saison 2002/03. Im Gesamtweltcup belegte er den vierten Platz, bei den Weltmeisterschaften in Chanty-Mansijsk gewann er lediglich eine Bronzemedaille im Massenstart. Zur erfolgreichsten Saison in der Karriere des Franzosen wurde hingegen die Saison 2003/04: Poirée gewann zum vierten Mal den Gesamtweltcup sowie alle Disziplinen-Weltcups. Bei den Weltmeisterschaften 2004 in Oberhof war er mit drei Goldmedaillen in Sprint, Einzel und Massenstart der erfolgreichste Athlet der WM und stellte mit seiner Ehefrau einen Rekord auf: Das Ehepaar errang sieben von zehn Goldmedaillen.

### Kein Glück bei Olympischen Spielen
Eine olympische Goldmedaille blieb Raphaël Poirée trotz der Teilnahme an drei Olympischen Spielen verwehrt. 2002 gewann er in Salt Lake City mit der Silbermedaille in der Verfolgung seine einzige olympische Einzelmedaille, mit der französischen Staffel gewann er 2002 und 2006 in Turin jeweils Bronze.

### Karriereende
Während der Weltmeisterschaften 2007 in Antholz gab Poirée nach der Goldmedaille im Einzel bekannt, am Ende der Saison 2006/07 seine Karriere zu beenden. Er beendete die WM mit einem kompletten Medaillensatz, neben der Goldmedaille im Einzel holte Poirée Silber mit der französischen Mixed-Staffel und Bronze im Massenstart.
Die Rennen nach der WM verliefen für ihn im Gegensatz zum Saisonbeginn äußerst erfolgreich. Erklärt wurde dieser Leistungsunterschied in beiden Saisonhälften damit, dass er und seine Frau ein Kind erwartet hatten. Nach der Geburt seines zweiten Kindes wurde Poirée, der zudem schon wusste, dass es seine letzten Rennen werden würden, besonders entspannt. Bei der drittletzten Weltcupstation im finnischen Lahti konnte er alle drei Rennen gewinnen. Diese Siegesserie setzte er bei der vorletzten Weltcupstation in Oslo mit dem Sieg im Einzel fort. Dies bedeutete den Sieg im Einzel-Disziplinenweltcup und brachte Poirée nach einer anfänglich wenig zufriedenstellend verlaufenen Saison auch im Gesamtweltcup wieder in aussichtsreiche Position. Sein vorletztes Rennen beendete er hinter Bjørndalen auf einem zweiten Platz. Poirée bestritt sein letztes Weltcuprennen mit dem Massenstart am 11. März 2007 in Oslo, das er auf dem zweiten Platz beendete. Selbst hier konnte nur ein Zielfoto zeigen, dass er nur um wenige Zentimeter von seinem jahrelangen Dauerrivalen Ole Einar Bjørndalen geschlagen wurde. Alle acht seiner letzten Einzelrennen konnte er auf einem Podestplatz beenden, er wurde fünfmal Erster, zweimal Zweiter und einmal Dritter. Die Reise nach Chanty-Mansijsk zur letzten Weltcupstation machte er nicht mehr mit, obwohl er im Gesamtweltcup nur wenige Punkte hinter dem Führenden Michael Greis lag.
Seine letzten Rennen bestritt Poirée außerhalb des Biathlon-Weltcups: Bei den Militärweltmeisterschaften 2007 im estnischen Võru gewann er am 22. März den WM-Titel im Sprint, bei den Französischen Meisterschaften konnte er am 30. März in Le Grand-Bornand außerdem den Massenstart für sich entscheiden. Anfang 2008 nahm Poirée noch an mehreren Skimarathon-Volksläufen erfolgreich teil, unter anderem am legendären Worldloppet-Lauf Transjurassienne im französischen Jura, bei dem er mit dem 4. Rang einen Podestplatz um wenige Zentimeter verpasste.
Nach seiner Karriere kümmerte sich Poirée vor allem um seine Familie. Bei den Weltmeisterschaften 2008 in Östersund war er als Experte für Eurosport beschäftigt. Außerdem arbeitete er in Norwegen als Trainer, unter anderem von Lars Berger.
Vor der Saison 2012/2013 wechselte Raphael Poirée als Trainer nach Belarus.
Seine Familie, also Ehefrau Liv Grete und die drei Mädchen, sollten weiterhin in Norwegen wohnen.
Die Zusammenarbeit war zunächst nur bis zu den Olympischen Spielen 2014 in Sotschi geplant. Poirée arbeitete unter anderem mit dem Deutschen Klaus Siebert zusammen, der Anfang April für seine Arbeit vom belarussischen Verband geehrt wurde. Das Trainerprojekt endete jedoch frühzeitig im April 2013 in gegenseitigem Einvernehmen.

### Bilanz
Seine größten Erfolge erreichte Raphaël Poirée bei Weltmeisterschaften: zwischen 2000 und 2007 wurde er insgesamt achtmal Weltmeister und gewann 18 WM-Medaillen (8× Gold, 3× Silber, 7× Bronze). Des Weiteren ist er viermaliger Gesamtweltcup-Sieger und erreichte 44 Weltcupsiege. Damit ist er nach Ole Einar Bjørndalen und Martin Fourcade der dritterfolgreichste Biathlet im Weltcup.
Poirée ist zudem nur einer von drei Biathleten neben seinem Landsmann Martin Fourcade und dem Norweger Johannes Thingnes Bø, dem es gelang, den Gesamtweltcup und alle Disziplinen-Weltcups innerhalb einer Saison zu gewinnen (Saison 2003/04). In seiner Karriere gelang es ihm, zehn Disziplinenweltcupwertungen und – zusammen mit den vier Gesamtweltcupsiegen – 14 Weltcupwertungen für sich zu entscheiden. Mehr Weltcupwertungen haben bei den Herren nur Ole Einar Bjørndalen und Martin Fourcade gewonnen.

## Privatleben
Poirée war von 2000 bis 2013 mit der ehemaligen norwegischen Biathletin Liv Grete Poirée (geb. Skjelbreid) verheiratet. Die beiden haben drei gemeinsame Töchter.
Seit 2013 ist Poirée mit der Norwegerin Anne Tunes, die ebenfalls drei Kinder hat, zusammen. Im Sommer 2016 heiratete das Paar.
Sein Bruder Gaël Poirée ist ebenfalls ein ehemaliger Biathlet. Ann-Elen Skjelbreid, die Schwester von Liv Grete, ist ebenfalls Biathletin. Egil Gjelland, sein ehemaliger Schwager ist Athletenbotschafter der Entwicklungshilfeorganisation Right to Play.
Ende 2009 erlitt Poirée einen Unfall mit seinem Quad und wurde bis Ende Januar 2010 in einer Klinik behandelt.

## Statistik

### Weltcupsiege
| Nr. | Datum         | Ort             | Disziplin          |
| --- | ------------- | --------------- | ------------------ |
| 1.  | 8. Jan. 1998  | Ruhpolding      | 10 km Sprint       |
| 2.  | 12. Dez. 1998 | Hochfilzen      | 12,5 km Verfolgung |
| 3.  | 13. Jan. 1999 | Ruhpolding      | 15 km Massenstart  |
| 4.  | 17. Jan. 1999 | Ruhpolding      | 12,5 km Verfolgung |
| 5.  | 27. Feb. 1999 | Lake Placid     | 12,5 km Verfolgung |
| 6.  | 15. Dez. 1999 | Pokljuka        | 20 km Einzel       |
| 7.  | 20. Jan. 2000 | Antholz         | 10 km Sprint       |
| 8.  | 26. Jan. 2000 | Oslo (WM)       | 15 km Massenstart  |
| 9.  | 7. Dez. 2000  | Antholz         | 10 km Sprint       |
| 10. | 8. Dez. 2000  | Antholz         | 12,5 km Verfolgung |
| 11. | 15. Dez. 2000 | Antholz         | 10 km Sprint       |
| 12. | 4. Jan. 2001  | Oberhof         | 10 km Sprint       |
| 13. | 14. Jan. 2001 | Ruhpolding      | 12,5 km Verfolgung |
| 14. | 9. Feb. 2001  | Pokljuka (WM)   | 15 km Massenstart  |
| 15. | 16. Dez. 2001 | Pokljuka        | 12,5 km Verfolgung |
| 16. | 12. Jan. 2002 | Oberhof         | 15 km Massenstart  |
| 17. | 18. Jan. 2002 | Ruhpolding      | 10 km Sprint       |
| 18. | 27. Jan. 2002 | Antholz         | 12,5 km Verfolgung |
| 19. | 14. März 2002 | Lahti           | 10 km Sprint       |
| 20. | 17. März 2002 | Lahti           | 12,5 km Verfolgung |
| 21. | 24. März 2002 | Oslo            | 15 km Massenstart  |
| 22. | 19. Dez. 2002 | Brezno-Osrblie  | 10 km Sprint       |
| 23. | 22. Dez. 2002 | Brezno-Osrblie  | 12,5 km Verfolgung |
| 24. | 18. Dez. 2003 | Brezno-Osrblie  | 20 km Einzel       |
| 25. | 21. Dez. 2003 | Brezno-Osrblie  | 12,5 km Verfolgung |
| 26. | 8. Jan. 2004  | Pokljuka        | 10 km Sprint       |
| 27. | 25. Jan. 2004 | Antholz         | 15 km Massenstart  |
| 28. | 7. Feb. 2004  | Oberhof (WM)    | 10 km Sprint       |
| 29. | 12. Feb. 2004 | Oberhof (WM)    | 20 km Einzel       |
| 30. | 15. Feb. 2004 | Oberhof (WM)    | 15 km Massenstart  |
| 31. | 29. Feb. 2004 | Lake Placid     | 12,5 km Verfolgung |
| 32. | 4. März 2004  | Fort Kent       | 10 km Sprint       |
| 33. | 5. März 2004  | Fort Kent       | 12,5 km Verfolgung |
| 34. | 13. März 2004 | Oslo            | 12,5 km Verfolgung |
| 35. | 19. Dez. 2004 | Östersund       | 15 km Massenstart  |
| 36. | 9. Jan. 2005  | Oberhof         | 12,5 km Verfolgung |
| 37. | 19. März 2005 | Chanty-Mansijsk | 15 km Massenstart  |
| 38. | 8. Dez. 2005  | Hochfilzen      | 20 km Einzel       |
| 39. | 14. Dez. 2006 | Hochfilzen      | 10 km Sprint       |
| 40. | 6. Feb. 2007  | Antholz (WM)    | 20 km Einzel       |
| 41. | 1. März 2007  | Lahti           | 20 km Einzel       |
| 42. | 3. März 2007  | Lahti           | 10 km Sprint       |
| 43. | 4. März 2007  | Lahti           | 12,5 km Verfolgung |
| 44. | 8. März 2007  | Oslo            | 20 km Einzel       |

| Nr. | Datum         | Ort           | Disziplin            |
| --- | ------------- | ------------- | -------------------- |
| 1.  | 11. Feb. 2001 | Pokljuka (WM) | 4 × 7,5 km Staffel 1 |
| 2.  | 16. Jan. 2003 | Ruhpolding    | 4 × 7,5 km Staffel 2 |

### Biathlon-Weltcup-Platzierungen
Die Tabelle zeigt alle Platzierungen (je nach Austragungsjahr einschließlich Olympische Spiele und Weltmeisterschaften).
- 1.–3. Platz: Anzahl der Podiumsplatzierungen
- Top 10: Anzahl der Platzierungen unter den ersten zehn (einschließlich Podium)
- Punkteränge: Anzahl der Platzierungen innerhalb der Punkteränge (einschließlich Podium und Top 10)
- Starts: Anzahl gelaufener Rennen in der jeweiligen Disziplin

| Platzierung | Einzel | Sprint | Verfolgung | Massenstart | Team | Staffel | Gesamt |
| ----------- | ------ | ------ | ---------- | ----------- | ---- | ------- | ------ |
| 1. Platz    | 7      | 13     | 15         | 9           |      | 2       | 46     |
| 2. Platz    | 3      | 13     | 17         | 6           |      | 2       | 41     |
| 3. Platz    |        | 8      | 7          | 5           |      | 10      | 30     |
| Top 10      | 24     | 61     | 56         | 29          | 1    | 43      | 214    |
| Punkteränge | 39     | 87     | 68         | 34          | 1    | 46      | 275    |
| Starts      | 49     | 107    | 70         | 34          | 1    | 47      | 308    |

### Olympische Winterspiele
|                                                | Einzelwettbewerbe | Einzelwettbewerbe | Einzelwettbewerbe | Einzelwettbewerbe | Staffel |
| Einzel                                         | Sprint            | Verfolgung        | Massenstart       |                   | Staffel |
| ---------------------------------------------- | ----------------- | ----------------- | ----------------- | ----------------- | ------- |
| Olympische Winterspiele 1998 \| Nagano         | 22.               | DNF               |                   |                   | 7.      |
| Olympische Winterspiele 2002 \| Salt Lake City | 10.               | 9.                | 2.                |                   | 3.      |
| Olympische Winterspiele 2006 \| Turin          | 20.               | 8.                | DNF               | 12.               | 3.      |

### Weltmeisterschaften
|                          | Einzelwettbewerbe | Einzelwettbewerbe | Einzelwettbewerbe | Einzelwettbewerbe | Teamwettbewerbe | Teamwettbewerbe | Teamwettbewerbe |    |
| Einzel                   | Sprint            | Verfolgung        | Massenstart       | Mannschaft        | Staffel         | Mixed-Staffel   |                 |    |
| ------------------------ | ----------------- | ----------------- | ----------------- | ----------------- | --------------- | --------------- | --------------- | -- |
| Weltmeisterschaften 1996 | Ruhpolding        | 67.               | 23.               |                   |                 | 10.             | 5.              |    |
| Weltmeisterschaften 1997 | Brezno-Osrblie    | 14.               | 59.               | —                 |                 | 7.              | 5.              |    |
| Weltmeisterschaften 1998 | Pokljuka 1        |                   |                   | 3.                |                 | 7.              |                 |    |
| Weltmeisterschaften 1999 | Kontiolahti       | 19.               | 26.               | 11.               | 9.              |                 | 12.             |    |
| Weltmeisterschaften 2000 | Oslo              | 4.                | 6.                | 3.                | 1.              |                 | 10.             |    |
| Weltmeisterschaften 2001 | Pokljuka          | 37.               | 7.                | 2.                | 1.              |                 | 1.              |    |
| Weltmeisterschaften 2002 | Oslo 1            |                   |                   |                   | 1.              |                 |                 |    |
| Weltmeisterschaften 2003 | Chanty-Mansijsk   | 7.                | DNF               | —                 | 3.              |                 | 13.             |    |
| Weltmeisterschaften 2004 | Oberhof           | 1.                | 1.                | 2.                | 1.              |                 | 3.              |    |
| Weltmeisterschaften 2005 | Hochfilzen        | 8.                | 13.               | 9.                | 3.              |                 | 5.              | 6. |
| Weltmeisterschaften 2006 | Pokljuka 1        |                   |                   |                   |                 |                 |                 | 3. |
| Weltmeisterschaften 2007 | Antholz           | 1.                | 8.                | 6.                | 3.              |                 | —               | 2. |